# Askisto
Askisto (en suédois : Askis, est un quartier de Vantaa en Finlande,.

## Présentation
Dans la partie ouest de Vantaa, Askisto est situé au nord du Kehä III et à l'ouest de la Vihdintie et borde Espoo à l'ouest.
De nombreuses familles avec enfants vivent à Askisto. 
Askisto compte, entre autres, une garderie et une école primaire.
- École maternelle (Kimara)
- École d'Askisto (élémentaire)
- Pizzeria Askiston Taverna
- Länsi-Vantaa Vapaaseurakunta
- Salons de coiffure
- Fondation pour l'Autisme

## Galerie

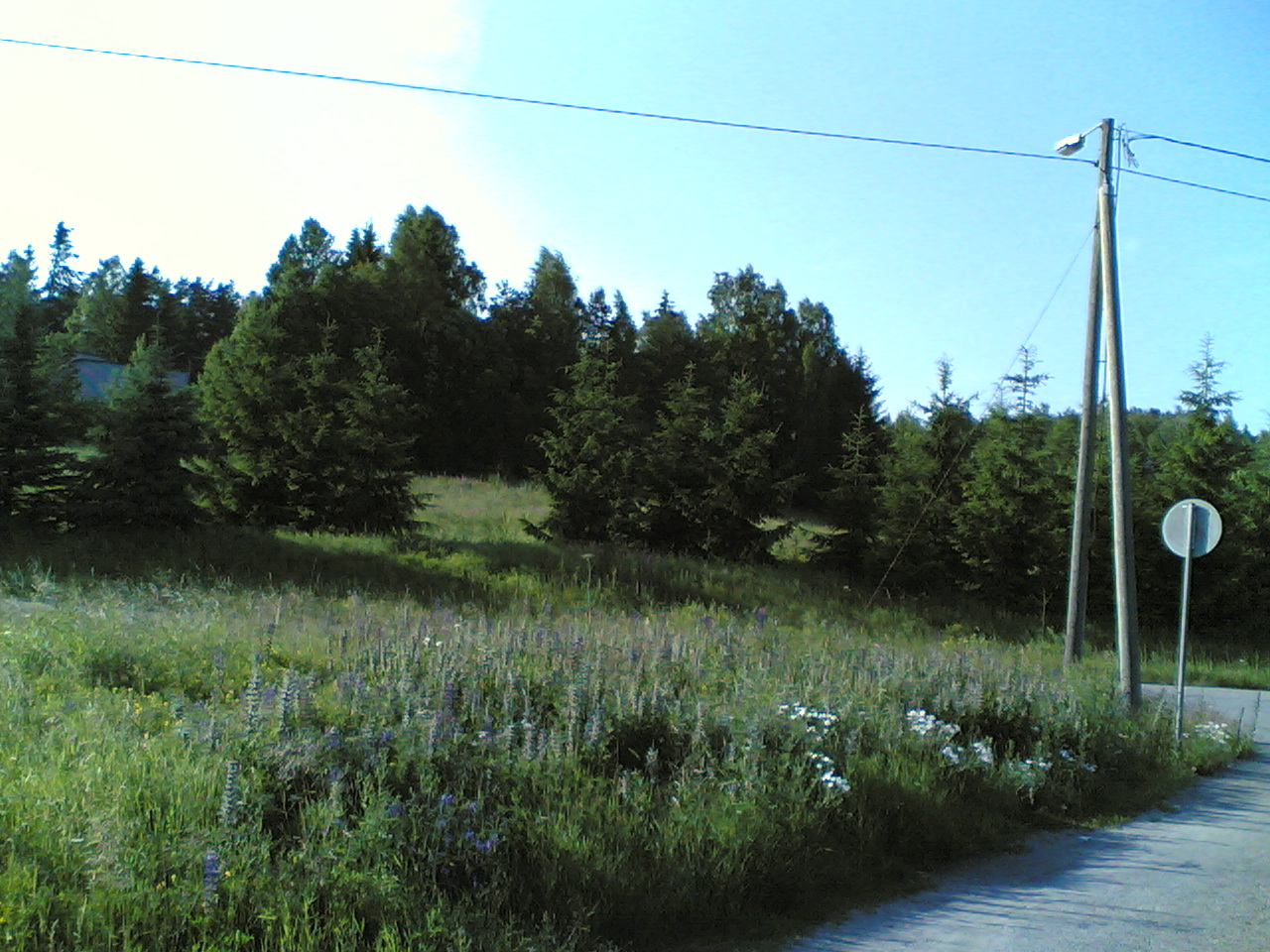
Uudenkyläntie.
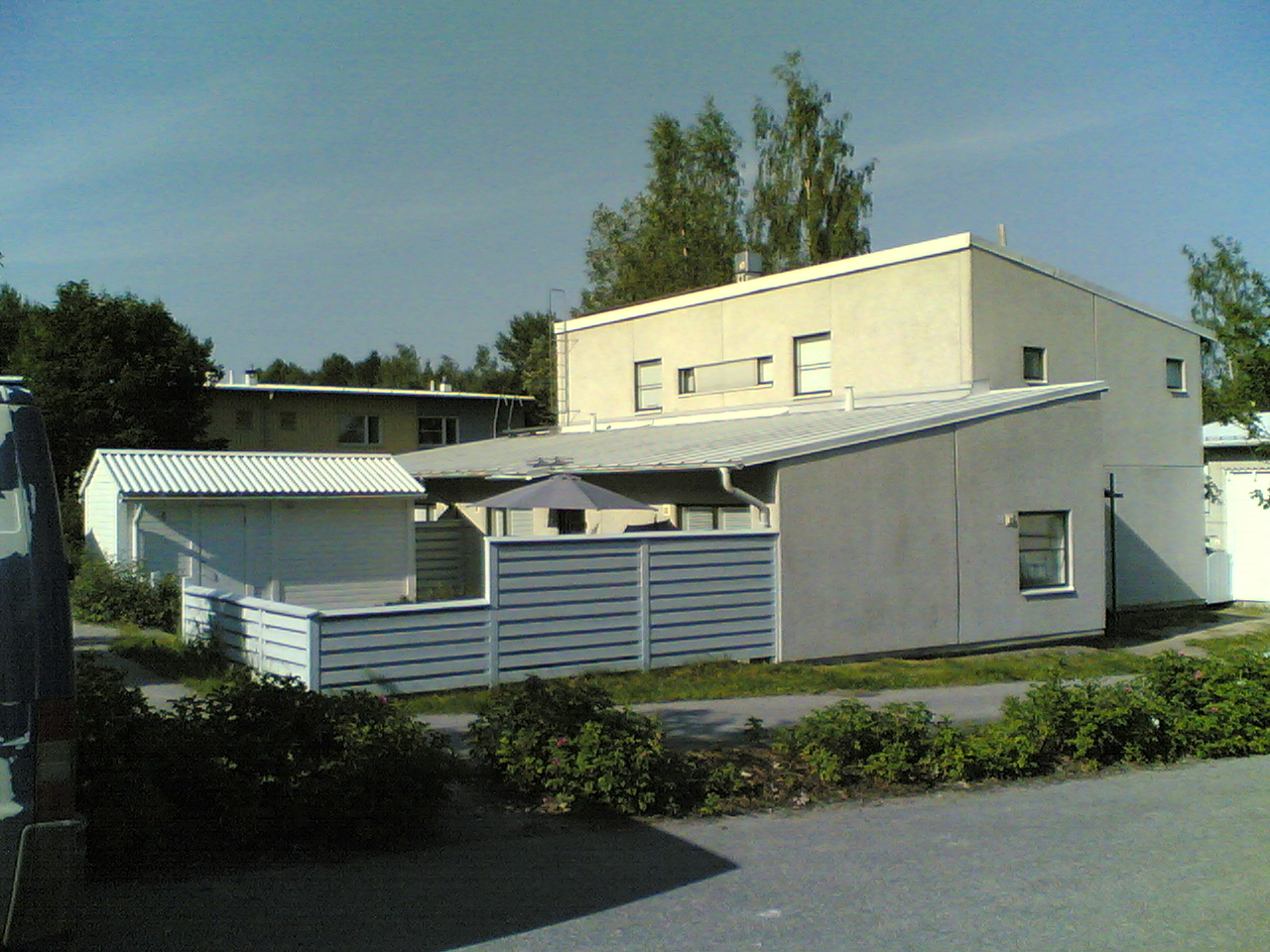
Uudentuvantie.